# Кіпрська федерація футболу
Кіпрська федерація футболу (грец. Κυπριακή Ομοσπονδία Ποδοσφαίρου, ΚΟΠ) — головний футбольний орган на Кіпрі. Проводить різні внутрішні змагання: чемпіонат Кіпру, Кубок Кіпру, Суперкубок Кіпру і контролює збірну Кіпру. Член ФІФА з 1948 року. Член УЄФА з 1962 року. Штаб-квартира розташована в Нікосії.

## Історія

Емблема федерації до 2020 року

Футбол на Кіпр був завезений вихідцями з Англії на початку XX століття. Незабаром стали створюватися футбольні клуби. 1934 року в Нікосії клуби утворили Кіпрську федерацію футболу. Вона стала членом ФІФА в 1948 році та членом УЄФА в 1962 році.
В 2007 році КФА переїхала в нову штаб-квартиру в Нікосії. У церемонії відкриття взяли участь президент УЄФА Мішель Платіні та президент Кіпру Тассос Пападопулос.